# Brigands
Brigands (franska: Brigands, chapitre VII) är en fransk-italiensk-georgisk-schweizisk dramafilm från 1996 i regi av Otar Iosseliani.

## Utmärkelser
Filmen vann Juryns stora pris vid Filmfestivalen i Venedig 1996.

## Rollista i urval
- Amiran Amiranashvili - Vano
- Davit Gogibedashvili - Sandro
- Giorgi Tsintsadze - Spiridon